# おバ歌謡
『おバ歌謡』(おバかよう)は、2004年6月16日にEMIミュージック・ジャパンから発売された、コンピレーション・アルバム。

## 概要
- 伊集院光が選曲した、変な曲を集めたコンピレーション・アルバム。
- ジャケットデザインはみうらじゅんが手掛けた[1]。

## 収録曲
1. ¿パパはメキシコ人?(神谷勝也、ドン・神谷、<ドンの城>コーラスグループ)
2. 銭$ソング(白木みのる)[注 1]
3. ゆうわく(ローレン・中野、和田弘とマヒナスターズ)
4. 剣の舞(尾藤イサオ＆ドーン)
5. ドン・ズバ(由美かおる)[注 2]
6. マグネットジョーに気をつけろ(GAL)
7. ホテル・カリフォルニア(タンポポ)
8. 俺ら宇宙のパイロット[注 3]
9. ザ・モンスター～「コンドールマン」(ベンさいとうとザ・モンスターズ)[注 4]
10. ヘドラをやっつけろ!(麻里圭子、ハニー・ナイツ、ムーン ドロップス)[注 5]
11. アローン・アゲイン(草刈正雄)
12. また一人(九重佑三子)